# Рашича-Гай
Рашича-Гай (серб. Рашића Гај / Rašića Gaj) — село в общине Власеница Республики Сербской Боснии и Герцеговины. Население составляет 49 человек по переписи 2013 года.

## История
С 22 июня по 20 июля 1941 года в селе усташами и боснийскими мусульманами были убиты, по разным оценкам, от 70 до 200 проживавших там сербов.